# Dicranomyia (Idioglochina) australiensis
Dicranomyia (Idioglochina) australiensis is een tweevleugelige uit de familie steltmuggen (Limoniidae). De soort komt voor in het Australaziatisch gebied.